# Conseil de Bayside
Pour les articles homonymes, voir Bayside.
Le conseil de Bayside (en anglais : Bayside Council) est une zone d'administration locale de l'agglomération de Sydney, située dans l'État de Nouvelle-Galles du Sud en Australie, dont le siège est Rockdale. 

## Géographie
La zone s'étend sur 50 km2 sur les rives nord et ouest de Botany Bay, au sud de la ville de Sydney.

### Quartiers
- Arncliffe
- Banksia
- Banksmeadow
- Bardwell Park
- Bardwell Valley
- Bexley
- Bexley North
- Botany
- Botany Bay
- Brighton-Le-Sands
- Carlton (partagé avec Georges River)
- Daceyville
- Dolls Point
- Eastgardens
- Eastlakes
- Hillsdale
- Kingsgrove (partagé avec Canterbury-Bankstown et Georges River)
- Kogarah (partagé avec Georges River)
- Kyeemagh
- Mascot (partagé avec Inner West)
- Monterey
- Pagewood
- Ramsgate (partagé avec Georges River)
- Ramsgate Beach
- Rockdale (siège)
- Rosebery (partagé avec la ville de Sydney)
- Sandringham
- Sans Souci (partagé avec Georges River)
- Sydney Airport
- Turrella
- Wolli Creek

## Histoire
Le 12 mai 2016, le conseil de Bayside est créé par la fusion des villes de Botany Bay et de Rockdale. Cette décision fait l'objet d'un recours du conseil municipal de Botany Bay devant la Cour suprême de Nouvelle-Galles du Sud. Celle-ci confirme la décision gouvernementale et le 9 septembre suivant, la fusion est rendue effective. Greg Wright est nommé administrateur provisoire de Bayside en attendant les premières élections.

## Démographie
Lors de la création de la zone en 2016, la population s'élevait à 156 058 habitants, dont 46 654 pour Botany Bay et 109 404 pour Rockdale. 
| 2016    | 2021    |
| ------- | ------- |
| 156 058 | 175 184 |

## Politique et administration

### Administration locale
La zone comprend cinq subdivisions appelées wards. Le conseil municipal comprend quinze membres élus, à raison de trois par ward, pour un mandat de quatre ans, qui à leur tour élisent le maire pour deux ans. Les élections se sont tenues le 9 septembre 2017, le 4 décembre 2021 et le 14 septembre 2024.

### Composition du conseil
| Élections | Parti travailliste | Parti libéral | Indépendants | Verts | Peaceful Bayside |
| --------- | ------------------ | ------------- | ------------ | ----- | ---------------- |
| 2017      | 7                  | 5             | 3            | -     | -                |
| 2021      | 7                  | 2             | 4            | 1     | 1                |
| 2024      | 6                  | 5             | 1            | 1     | 2                |

### Liste des maires
| Période           | Période           | Identité          | Étiquette    | Qualité        |
| ----------------- | ----------------- | ----------------- | ------------ | -------------- |
| 9 septembre 2016  | 27 septembre 2017 | Greg Wright       |              | Administrateur |
| 27 septembre 2017 | 25 septembre 2019 | Bill Saravinovski | Travailliste |                |
| 25 septembre 2019 | 29 septembre 2021 | Joe Awada         | Travailliste |                |
| 29 septembre 2021 | 5 janvier 2022    | Bill Saravinovski | Travailliste |                |
| 5 janvier 2022    | 20 septembre 2023 | Christina Curry   | Travailliste |                |
| 20 septembre 2023 | 9 octobre 2024    | Bill Saravinovski | Travailliste |                |
| 9 octobre 2024    | en cours          | Edward McDougall  | Travailliste |                |

### Circonscriptions électorales
La zone est rattachée aux circonscriptions de Barton, Cook et Kingsford Smith pour les élections fédérales et à celles d'Heffron, Kogarah, Maroubra et Rockdale pour les élections à l'Assemblée législative de Nouvelle-Galles du Sud.